# Trégunc
Trégunc es una comuna francesa situada en el departamento de Finisterre, en la región de Bretaña.

## Demografía
| 5002 | 4790 | 5155 | 5909 | 6130 | 6354 | 7094 |
| Para los censos de 1962 a 1999 la población legal corresponde a la población sin duplicidades (Fuente: INSEE [Consultar]) |      |      |      |      |      |      |